# Allodia delita
Allodia delita är en tvåvingeart som beskrevs av Oskar Augustus Johannsen 1912. Allodia delita ingår i släktet Allodia och familjen svampmyggor.
Artens utbredningsområde är Kalifornien. Inga underarter finns listade i Catalogue of Life.